# Turma da Mônica e o Poder Judiciário
Turma da Mônica e o Poder Judiciário é uma campanha contra a desinformação do Supremo Tribunal Federal em parceria com a Mauricio de Sousa Produções, lançada em 16 de março de 2022.

## Criação
A campanha foi criada em parceria do Supremo Tribunal Federal (STF) com a Mauricio de Sousa Produções (MSP), além do patrocínio da Associação dos Magistrados Brasileiros (AMB), Associação dos Juízes Federais (Ajufe) e Associação Nacional dos Magistrados da Justiça do Trabalho (Anamatra), sem custo aos cofres públicos. Ela foi lançada em 16 de março de 2022. Seu lançamento aconteceu no último ano do governo Bolsonaro, notório por seus ataques ao STF.
O STF e a MSP já haviam firmado outras parcerias em 2008 e 2015. Em sua primeira parceria, surgiu o personagem cadeirante Luca, que foi introduzido aos quadrinhos tradicionais.

## Descrição
O projeto consiste em uma revista em quadrinhos, quatro vídeos animados de cerca de 30 segundos cada e 16 tirinhas para as redes sociais. O quadrinho aborda informações sobre o Poder Judiciário, incluindo estrutura, e funcionamento, as tiras abordam o acesso à Justiça, enquanto os vídeos abordam o papel do STF e a confiança na Justiça. A AMB distribuiu 50 mil revistas para seus associados e o STF, em parceria com a União Nacional dos Dirigentes Municipais de Educação, distribuiu 450 mil revistas para as Secretarias de Educação de todo o país. O material também foi disponibilizado na seção “STF Mirim” no portal do STF. O Ministro Luiz Fux também anunciou a Mônica como protagonista de um projeto do Conselho Nacional de Justiça (CNJ) com o Programa das Nações Unidas para o Desenvolvimento (PNUD) que visa ajudar no enfrentamento da violência contra crianças e adolescentes.